# Platteneck (Estergebergte)
De Platteneck is een berg in de deelstaat Beieren, Duitsland. De berg heeft een hoogte van 1804 meter.
De Platteneck is onderdeel van het Estergebergte, dat weer deel uitmaakt van de Bayerische Voralpen.